# Bakteriuri
Bakteriuri innebär att urinen innehåller bakterier, vilket upptäcks med urinprov. Bakteriuri tyder vanligen på urinvägsinfektion och prostatit. Bakteriuri kan vara asymptomatisk.
Urinröret och de yttre könsorganen har en normalflora som kan kontaminera urinprov. Bakteriuri innebär därför att urinprovet innehåller en större mängd bakterier, ofta mer än 100 000 celler per milliliter urin. Mindre mängder bakterier (10 000 celler) kan dock tyda på en urinvägsinfektion, exempelvis om urinen också innehåller vita blodkroppar.
Normalflora innebär att urinen innehåller upp till 1 000 celler bakterier per milliliter urin. Detta kallas uretraflora eller blandflora. Uretraflora misstänks också om urinodlingen visar flera slags bakterier och gäller i synnerhet när det är fråga om grampositiva bakterier, som anses sakna klinisk relevans. Blandflora kan innehålla både grampositiva och gramnegativa bakterier i liten mängd. Uretreaflora består av anaeroba och aeroba bakterier. Hos flickor och kvinnor innan menopaus dominerar de aeroba (hälften till tre fjärdedelar av cellerna), medan uretreafloran efter menopaus domineras av anaeroba bakterier. Uretreafloran kan utgöras av exempelvis lactobacillus, streptokocker, stafylokocker, enterobacteriaceae, corynebacterium, och candida. Samma bakterier orsakar urinvägsinfektion.